# Zap Mama
Zap Mama är en belgisk-kongolesisk musikgrupp med Marie Daulne som ledande medlem. Daulne vill med sin musik bygga en brygga mellan västerländsk och afrikansk musik och kultur. Zap Mamas låtar är skrivna på engelska och franska.
Marie Daulne föddes 1964 i nordöstra Isiro i Kongo-Kinshasa. Hennes pappa var vallon och hennes mor bantu. Fadern mördades år 1964 under simbaupproret av rebeller som motsatte sig blandäktenskap. Familjen evakuerades senare till Belgien, där Marie växte upp. Hennes musikaliska intresse väcktes på allvar när hon under tonåren bröt ett ben och var tvungen att ge upp sina drömmar att bli löpare. Musikaliskt inspirerades Daulne både av västerländsk musik och de afrikanska sånger som hon hört som barn. År 1989 grundades gruppen Zap Mama, som sedan dess har släppt sju studioalbum.

## Diskografi
- Zap Mama (1991)
- Adventures in Afropea 1 (1993)
- Sabsylma (1994)
- Seven (1997)
- A Ma Zone (1999)
- Ancestry in Progress (2004)
- Supermoon (2007)
- ReCreation (2009)